# Schlacht bei Mir
Wilkomir – Grodno – Mir – Ekau – Riga – Mogiljow – Ostrowno – Kobrin – Kljastizy – Gorodeczno – Smolensk – Polozk I – Walutino – Borodino – Moschaisk – Tarutino – Malojaroslawez – Polozk II – Wjasma – Dorogobusch – Tschaschniki – Ljachowo – Smoljany – Kaidanow – Krasnoi – Borissow – Beresina
Die Schlacht bei Mir war eine Schlacht zu Beginn des Russlandfeldzugs 1812 von Napoleon Bonaparte, die sich am 9. und 10. Juli in der Nähe der belarussischen Ortschaft Mir ereignete. Drei Ulanenregimenter des mit Napoleon verbündeten Herzogtums Warschau erlitten eine Niederlage gegen russische Kavallerieverbände.
Im Vorfeld der Schlacht hatte der russische General Matwei Platow Verbände der Donkosaken und Artillerie südlich von Mir stationiert. Die 4. polnische Brigade der leichten Kavallerie griff russische Wachposten an und ritt auf das Dorf zu, wobei sie immer wieder russischen Hinterhalten von ca. 100 Mann ausgesetzt war. Eine zweite Brigade des polnischen Generals Aleksander Rozniecki lieferte sich einen Kampf mit der Kavallerie des russischen Generals Dimitri Wassiltschikow, wobei die Verluste auf beiden Seiten vergleichbar hoch ausfielen. Später griff sie den Hauptteil der Platow-Kräfte an. Eine dritte polnische Brigade wurde beim Versuch, sich mit den anderen zu vereinen, von russischen Kosaken umzingelt, wonach die ganze polnische Streitmacht an Boden verloren hat und von den russischen Husaren zurückgedrängt wurde. Nach der Ankunft von russischen Dragonern und anderen Verstärkungen dauerte die Schlacht noch sechs Stunden und verlagerte sich ins nahe gelegene Dorf Simjakowo. Platow besiegte dort seine Gegner und zog nach Mir, um die Reste der Polen von dort zu vertreiben. Eine komplette Zerschlagung der Polen wurde lediglich durch die Brigade des zur Hilfe geeilten Kommandeurs Tyszkiewicz verhindert, der den Rückzug der Polen abschirmte.
Nach dem siegreichen Ausgang der Schlacht entschieden sich die Russen in Angesicht des Vormarsches der Grande Armée für einen taktischen Rückzug. Mir wurde im Folgenden als Hauptquartier von Jérôme Bonaparte genutzt, bevor er nach einem Streit mit seinem Bruder die Armee verließ. Bei ihrem Rückzug sprengten die Franzosen das Schloss Mir in die Luft.